# مناوشة نهر إيرجيز
مناوشة نهر إيرجيز كانت اشتباكاً بسيطاً دار بين قوات الإمبراطورية الخوارزمية والإمبراطورية المغولية خلال أوائل القرن الثالث عشر، في حين أن حدوث المناوشات نفسها موثق جيداً، فإن تأريخها الدقيق غير مؤكد؛ لأن المؤرخين الرئيسيين لهذه الفترة يُقدمون روايات مختلفة. اقترح المؤرخون الحديثون تاريخين محتملين، 1209 أو 1219. أرسل جنكيز خان جيشاً منغوليًا بقيادة سوبوتاي وجيبي وربما جوتشي لمهاجمة قوات معادية «إما كونفدرالية ميركيت أو أمير نايمان المنشق كوتشلوغ»، في الأراضي السابقة لأسرة قرة خيتاي. تلقى شاه محمد، حاكم الإمبراطورية الخوارزمية، أخبارًا عن جيوش كبيرة تعمل على طول حدوده الشمالية وشرع في مواجهتها. فُوجئ الجيش المغولي بالشاه بعد فترة وجيزة جداً من هزيمة هدفهم الأولي، رفض محمد مبادرات السلام وبدأت المعركة. استمر الاشتباك الشرس، بين جيشين متساويين في القوة تقريبًا، حتى حلول الظلام، لكن كان للمغول اليد العليا. هجروا معسكرهم سراً في أثناء الليل لأنه؛ جَرَى توجيههم لتجنب أي قتال محتمل. استُشهِدَ ببراعة الجنود المغول التي عُرضت خلال المناوشات كسبب رئيسي لاختيار الشاه لاستراتيجية دفاعية خلال الحرب المفتوحة 1220-21، والتي كان هذا لقاء تمهيدياً لها.

## التسلسل الزمني
تُوصف المناوشات بمستويات متفاوتة من التفصيل من قِبل أربعة مؤرخين منفصلين، يشهدون جميعًا على تواريخ مختلفة. يؤكد المؤرخ العربي ابن الأثير أنه حدث بعد إعدام قافلة في أوترار في عام 1218. يصححه نصاوي شبه المعاصر بوضوح للأثير، من خلال الشهادة على أن المعركة وقعت في عام 612، من التقويم الإسلامي، أو 1215-6. يعطي المؤرخ الفارسي اللاحق جوزجاني تاريخ 615، 1218، في حين يسجل جوفيني أن الشاه غادر في حملته في نهاية عام 1218، مع إعطاء تاريخ 1219، للمعركة نفسها. تحتوي جميع السجلات على أخطاء ذات حجم مختلف، إضافة إلى الارتباك، على سبيل المثال، «يشير النصاوي إلى أن المعركة جاءت بعد هزيمة كوتشلوغ، والتي من المعروف أنها حدثت في موعد لا يتجاوز عام 1218»، وعلى النقيض من ذلك، تنص رواية جوفيني على أن السلطان بقي في بخارى من 30 أكتوبر إلى 30 ديسمبر، لأنه كان فصل الربيع، وهو تناقض. يقدم المؤرخ اللاحق راشد الدين أيضًا سردًا للالتزامات المغولية مع قبائل ميركيت في جامع التواريخ، ومع ذلك، فإن تسلسله الزمني للتفاعلات المغولية مع الخوارزميين يُعد أمرًا مشبوهًا، لأن وقائعه تفتقد بعض السنوات. يقترح بعض المؤرخين أن المعركة وقعت في عام 1209، بالاعتماد على مصادر مثل، «التاريخ السري للمغول والسير الذاتية الموجودة للجنرال سوبوتاي»، وبالاستشهاد بأوجه التشابه بين الحملات المختلفة في رواية جوفايني، يقترحون أن المناوشات وقعت بعد هزيمة «سوبوتاي كونفدرالية ميركيت»، مباشرة.
تمكن «بول بويل»، مستشهدًا بحقيقة أن كوتشلوغ، وهو في الوقت الحاضر تابع لقرة خيتاي، من الاستيلاء على مدينة سمرقند الرئيسية في عام 1210. يفترض أن النتيجة غير الحاسمة في نهر الإرغيز أضعفت سمعة محمد، وجعلت الخسارة التي لا يمكن تفسيرها لسمرقند ممكنة. من المؤكد، وفقًا لكريستوفر أتوود، أن كلًا من الشاه والمغول كانوا يقومون بحملة في منطقة الصرف في سير داريا في 1209/10، مما يضفي مصداقية على هذا الحساب من الناحية الجغرافية، يُدعم ذلك بمصادر أقل من الإصدار الآخر. يقترح مؤرخون آخرون أن المعركة وقعت في 1218/19، بعد الروايات التي وضعها الأثير وجوفيني، تؤكد هذه النسخة على تدهور العلاقات بين الشاه محمد وجنكيز خان. في هذه النسخة، جوتشي موجودة. سُجل أن جنكيز خان أشاد بقيادة جوتشي عند عودته من هذه الحملة، افترض المؤرخون أن معركة كبيرة ضد عدو عالي الجودة مثل الشاه، ستكون أكثر جدارة بالثناء من القضاء الروتيني على الميركيتس. يقترح كارل سفيردروب أن الشاه، الذي كان يعلم بالفعل أن سلوكه الدبلوماسي الاستفزازي سيؤدي إلى ضربة منغولية انتقامية، انتهز الفرصة لإضعاف كل من غزاة ميركيت وأعدائه المغول في المستقبل. يدعم ذلك مقطع في جوفيني، يُسجل أن الشاه رغب في «ضرب عصفورين بحجر واحد»، ما يعني أنه قرر بالفعل الأعمال العدائية المفتوحة. ومع ذلك، هناك صعوبات لوجستية في هذا الحساب، وهي أن جيبي كان بالقرب من واخان، في أفغانستان الحديثة، عندما قتل كوتشلوج المخزي في أواخر عام 1218، ولكن نهر إرغيز يتدفق على بعد ما يقارب ألف ميل في كازاخستان الحديثة.

## المعركة
تلقى الشاه أخباراً عن جيوش كبيرة تعمل بالقرب من حدوده، جمع بعدها قوة خاصة به وركب لمقابلتها. يسجل جوفيني أنه وصل إلى نهر الإرغيز في اليوم التالي لهزيمة المغول لأعدائهم القبليين، أدى ذلك إلى الإمساك بهم على حين غرة، يُشير إلى أن المغول، الذين تلقوا تعليمات من جنكيز بعدم الاشتباك مع أي قوات محلية، حاولوا تبادل النهب بالمرور الآمن. ومع ذلك، رفض محمد، وانتقل لفرض معركة، واجتاح المعسكر المغولي. القياس الدقيق لكل قوة متنازع عليه للغاية، خاصة لأنه يختلف باختلاف التسلسل الزمني المحدد. يضع المؤرخون مثل ناساوي قوة السلطان 60،000، والقوة المغولية عند 20،000. اقترح ليو دي هارتوغ أن جيبي لم يكن حاضرًا في المعركة ولكنه يحافظ على الرقم المغولي البالغ 20000، ومع ذلك، اقترح سفيردروب مجاميع أقل بكثير تتراوح بين خمسة وخمسة عشر ألف جندي على كل جانب. وينظر إلى أن القوات الخوارزمية كانت أقوى قليلًا من المغول، وربما عددها كان أكثر في الواقع. تعتمد تصرفات كل قوة أيضًا على التسلسل الزمني المحدد. بينما في كلا الإصدارين، القائدان العامان هما الشاه وسوبوتاي، في النسخة 1219، كان جلال الدين وجوتشي سيقودان جناحيهما الأيمنين، مع جيبي، إذ كان موجوداً على اليسار. كانت المعركة في البداية متساوية إلى حدٍ ما، نجح كلا الجانبين الأيمنين في صد خصومهما. يتضح من كل من جوفيني والناسوي أن الشاه ترك معزولًا للحظات في الوسط، ومع ذلك، تمكنت تهمة سلاح الفرسان من جناحه الأيمن، ربما بقيادة ابنه جلال، من إجبار العدو على العودة. تسجل سيرة سوبوتاي في يوان شين أن، جي حارب بمشاركة غير ناجحة. توقفت المشاركة غير الحاسمة بحلول بداية الليل. اعتقد الشاه أن القتال سيستأنف في اليوم التالي، لكنه وجد عند الفجر أن المغول قد هجروا معسكرهم وتوجهوا إلى ديارهم. أشعل المغول الحرائق والمشاعل لإعطاء الانطباع بأن معسكرهم لا يزال محتلًا. اكتسبت المناوشات غير المهمة أهمية أكبر كأول اشتباك بين القوات المغولية والخوارزمية قبل الغزو المغولي في عام 1219. يقال إن الحاكم الخوارزمي قد اهتز وخاف من قوة وشجاعة القوات المغولية. يستشهد العديد من المؤرخين بعد فاسيلي بارتولد، برد الفعل هذا كسبب لاختياره لاستراتيجية دفاعية بحتة في أثناء الغزو.